# Залфелд
Залфелд (њем. Saalfeld/Saale) град је у њемачкој савезној држави Тирингија. Једно је од 39 општинских средишта округа Залфелд-Рудолштат. Према процјени из 2010. у граду је живјело 27.242 становника. Посједује регионалну шифру (AGS) 16073077.

## Географски и демографски подаци
Залфелд се налази у савезној држави Тирингија у округу Залфелд-Рудолштат. Град се налази на надморској висини од 235 метара. Површина општине износи 44,7 km². У самом граду је, према процјени из 2010. године, живјело 27.242 становника. Просјечна густина становништва износи 609 становника/km².